# Sematophyllum subpiliferum
Sematophyllum subpiliferum är en bladmossart som beskrevs av Brotherus 1925. Sematophyllum subpiliferum ingår i släktet Sematophyllum och familjen Sematophyllaceae. Inga underarter finns listade i Catalogue of Life.